# Scytodes ytu
Scytodes ytu là một loài nhện trong họ Scytodidae.
Loài này thuộc chi Scytodes. Scytodes ytu được miêu tả năm 2009 bởi Rheims & Antonio D. Brescovit.